# Lindre-Haute
Lindre-Haute (Duits: Ober-Linder) is een gemeente in het Franse departement Moselle in de regio Grand Est en telt 63 inwoners (2009).
De gemeente maakt deel uit van het arrondissement Château-Salins en sinds 22 maart 2015 van het kanton Le Saulnois, toen het kanton Dieuze, waar de gemeente daarvoor onder viel, erin opging.

## Geografie
De oppervlakte van Lindre-Haute bedraagt 2,4 km², de bevolkingsdichtheid is dus 26,3 inwoners per km².
De onderstaande kaart toont de ligging van Lindre-Haute met de belangrijkste infrastructuur en aangrenzende gemeenten.

## Demografie
Onderstaande figuur toont het verloop van het inwonertal (bron: INSEE-tellingen).